# 白山城 (筑前国)
白山城（はくざんじょう）は、福岡県宗像市山田にあった日本の城。宗像氏の居城。山田白山城とも。

## 概要
標高319メートルの白山山頂にある。鎌倉時代初頭の1185年（文治5年）に宗像氏国により築城され、その後380年に渡って歴代宗像氏の居城であった。延元元年（1336年）には、戦いに敗れて九州へ逃げて来た足利尊氏を受け入れた。曲輪や土塁、空堀のほか、「山の井」と呼ばれる岩盤を繰り抜いて作られた珍しい井戸遺構が残る。